# Samarangopus speciosus
Samarangopus speciosus – gatunek skąponoga z rzędu Tetramerocerata i rodziny Eurypauropodidae.
Gatunek ten opisany został w 1914 roku przez Launcelota Harrisona jako Eurypauropus speciosus. Później umieszczony został w rodzaju Australopauropus, a w 2013 Ulf Scheller przeklasyfikował go do rodzaju Samarangopus.
Skąponóg ten ma gładkie czułki o walcowatej gałązce grzbietowej i globulusie 3,2 razy dłuższym niż jego największa średnica. Prawie całą powierzchnię jego tergitów pokrywają brązowe organy, które w widoku bocznym mają kształt wyniesionych grzybków, a w widoku od góry składają się ze środkowego, wertykalnego kanalika i 12–15 struktur wspierających, ułożonych dookoła lejka niczym piasty koła. Oprócz nich na powierzchni tergitów obecne są dołki z gwiaździstym układem kanalików poziomych. Tylna krawędź tergalnej części pygidium ma płat środkowy duży, półokrągły, ze szpicem na końcu. Podługowata płytka analna ma wypukłe krawędzie boczne i głębokie, V-kształtne wcięcie w części dystalnej, które dzieli ją na dwa zwężające się ramiona – każde z nich z małym, pęcherzykowatym wyrostkiem.
Wij znany wyłącznie z australijskiej Nowej Południowej Walii.